# Miguel de Capriles
Miguel Angel de Capriles (Mexikóváros, 1906. november 30. – San Francisco, 1981. május 24.) olimpiai bronzérmes amerikai párbajtőr- és kardvívó, sportvezető, 1961–1964 között a Nemzetközi Vívószövetség elnöke, Joe de Capriles pánamerikaijátékok-győztes vívó bátyja.